# ForMan
ForMan foi um canal de televisão por assinatura, criado no Brasil em março de 2005 e distribuído de 2007 a 2015 pela Playboy do Brasil Entretenimento. Era voltado para o público homossexual, bissexual e transexual.
O canal adotava a bandeira da diversidade sexual. A cada ano eram lançados 210 novos títulos, entre produções do Brasil, dos Estados Unidos e da Europa.

## História
O ForMan foi lançado em 31 de março de 2005 e substituiu o antigo canal G Channel distribuído pela DirecTV. O For Man nasceu durante a fusão com a operadora com a SKY. Tempos depois, o canal entrou no portifólio das operadoras Net e Via Embratel (atual Claro TV). O canal exibia filmes eróticos hardcore nacionais e internacionais. Dos gêneros homossexual, bissexual, e transexual. Seu logotipo contém a bandeira do Orgulho LGBT.
Em 2006, o canal planejou diversificar sua programação com produções que mostram o universo gay brasileiro, porem continuou apenas com as produções adultas. Em meados de 2008, o canal saiu da lista de canais adultos da SKY. O motivo alegado seria um reposicionamento do canal.
Atualmente, o For Man é o único canal a exibir conteúdo erótico homossexual masculino na América Latina. No México, por exemplo, que é considerado um país conservador[carece de fontes?], o canal faz sucesso. No Brasil, essa "exclusividade" era mais acentuada, pois os outros canais eróticos exibem, no máximo, relações homossexuais femininas. O canal não está disponível na maioria da operadoras, como por exemplo a Vivo e Sky. O público brasileiro não aceita esse conteúdo muito bem. As assinaturas desses canais são um pouco baixas e não trazem grandes lucros por se tratarem de públicos específicos. Ainda com o advento da Internet, os canais adultos encontram dificuldade para atrair grande público.
Desde julho de 2007, pertencia ao portfólio de canais adultos da Playboy do Brasil Entretenimento, joint-venture formada pela Globosat e pela Playboy TV América Latina, substituindo o canal G Channel, que pertencia a Claxson e a PBTVLA. Essas duas são responsáveis pelo canal nos outros países da América Latina.
No dia 31 de agosto de 2015, a Globosat anunciou o fim das transmissões do canal no Brasil no dia 1 de outubro, o que também aconteceu com o Private. Essa extinção ocorreu por causa da pequena base de assinantes e da oferta de conteúdo na Internet. O ForMan, que foi substituído pelo Sextreme na NET, continua sendo exibido em outros países latino-americanos.
O ForMan passou a fazer parte da lista de marcas com distribuição pelo serviço On Demand da Net Serviçoc ( NOW) e pela Oi Tv.

## Programação
O Canal exibe produções do Brasil, Argentina, Estados Unidos e Europa. De Quinta à Domingo, o For Man exibe faixas de Filmes inéditos a partir das 22h30, são elas:
- For You: Exibido às quintas-Feiras, bloco com filmes inéditos com os temas mais comuns no cenário gay.
- For Star: Exibido às sextas-Feiras, é um bloco que exibe os filmes clássicos do cinema adulto gay.
- For Fun: Exibido aos sábados, é o bloco que exibe as paródias de filmes de sucesso, ou que tenha referência a algum filme.
- For Fantasy: Exibido aos domingos, é um bloco com os filmes mais hardcore, e que geralmente explora algum feitiche específico.

## Criticas
O ForMan era um canal que colecionava críticas de seu público. As mais comuns eram referentes as produções de qualidade baixa e a quantidade de reprises (caso semelhante acontece com o Sexy Hot). Também havia reclamações da falta de qualidade de imagem e som, e o destaque dado à produções com travestis. E sobre a falta do canal na lista dos canais pay-per-view na Sky.

## Conteúdo online
O conteúdo do canal esteve disponível via Internet por meio de assinatura mensal. O site também comercializava itens eróticos para o público homossexual. Mas esse site não existe mais, e atualmente, o único registro do For Man na internet é seu site em espanhol.